# Terry Conroy
Gerald Anthony Francis Conroy, semplicemente noto come Terry (Dublino, 2 ottobre 1946), è un ex calciatore irlandese, di ruolo attaccante.

## Carriera

### Club
Divise la sua carriera calcistica tra Irlanda del Nord, Inghilterra, Stati Uniti, Hong Kong e Irlanda.
Nell'estate 1967 con lo Stoke City disputò il campionato statunitense organizzato dalla United Soccer Association: accadde infatti che tale campionato fu disputato da formazioni europee e sudamericane per conto delle franchigie ufficialmente iscritte al campionato, che per ragioni di tempo non avevano potuto allestire le proprie squadre. Lo Stoke City rappresentò i Cleveland Stokers, e chiuse al secondo posto nella Eastern Division, non qualificandosi per la finale del torneo.
Nel 1968 torna in prestito ai Cleveland Stokers e raggiunge con i suoi le semifinali della North American Soccer League 1968, perdendole contro i futuri campioni dell'Atlanta Chiefs.

### Nazionale
Ha vestito la maglia irlandese in 27 occasioni segnando 2 gol: il suo esordio risale al 7 ottobre del 1969, quando la Cecoslovacchia inflisse un 3-0 all'Irlanda.

## Palmarès

### Club

#### Competizioni nazionali
- Coppa di Lega inglese: 1

Stoke City: 1971-1972
- Coppa d'Irlanda: 1

Limerick Utd: 1982
- Campionato nordirlandese: 1

Glentoran: 1966-1967
- Irish Cup: 1

Glentoran: 1965-1966
- Gold Cup: 1

Glentoran: 1965-1966

#### Competizioni regionali
- Ulster Cup: 1

Glentoran: 1966-1967